# 이가라시 카노아
이가라시 카노아(일본어: 五十嵐カノア · 영어: Kanoa Igarashi, 1997년 10월 1일 ~ )는 미국 캘리포니아 태생의 일본의 서핑 선수이다. 2016년 월드서프리그(WSL) 챔피언십 투어 최연소 신인왕을 차지하였으며, 2020년 하계 올림픽 서핑에 참가하여 은메달을 획득하였다.

## 생애
1997년 10월 1일, 미국 캘리포니아주의 헌팅턴비치에서 태어났다.
서핑을 즐기던 아버지 이가라시 쓰토무는 아내 미사의 임신 사실을 확인하고 도쿄의 직장을 그만둔 뒤 서핑의 성지로 불리는 미국 캘리포니아의 헌팅턴비치로 이주했다. 카노아는 이곳에서 동생 키아누와 함께 자랐으며 영어, 일본어, 포르투갈어, 스페인어, 프랑스어 등 5개 국어를 구사할 수 있다.
카노아의 이름은 '자유(KANOA)'를 의미하는 하와이어에서 따왔다. 서퍼인 아버지 이가라시 쓰토무의 영향을 받아 3살 때부터 서핑을 시작했다. 카노아는 매일 아침 일어나 서핑을 하고 난 후에 등교했다.
6살 때 지역 대회인 Kids For Clean Waves에서 우승하면서 당시 아마추어 US 코치 조이 브런에게 발탁되어 팀내 최연소인 9살의 나이로 USA 팀에 들어간다.
2015년 미국 주니어 투어에서 1위를 차지하였고 퀄리파잉 시즌에서 종합 7위를 기록하며 일본인 최초로 2016년 챔피언십 투어의 참가 자격을 획득하였다.
2016년 하와이에서 열리는 챔피언십 투어 최종전인 빌라봉 파이프라인 마스터즈(Billabong Pipeline Masters)에서 준우승의 성적을 거두었다.
2021년 7월 27일, 치바현 이치노미야 쓰리가사키 해변에서 열린 제32회 하계 올림픽 서핑에서 은메달을 획득하였다.

## 성적
- 2009년 NSSA 연간 최다 우승회수 30승 달성
- 2010년 NSSA 전미 내셔널 챔피언
- 2012년 USA 챔피언십 U-18 최연소 우승
- 2016년 WCT 빌라봉 파이프라인 마스터즈 준우승
- 2017년 WSL Vans US Open of Surfing 우승
- 2018년 WSL Qualifying Series 3000 - 프로 산타크루즈 2018 우승
- 2019년 WSL CT＃3 - Corona Bali Protected 우승
- 2021년 도쿄 올림픽 서핑 은메달